# Аксёновский сельский округ (Московская область)
Аксёновский сельский округ — упразднённая административно-территориальная единица, существовавшая на территории Луховицкого района Московской области в 1994—2006 годах.
Аксёновский сельсовет был образован в первые годы советской власти. До 1929 года он входил в состав Зарайского уезда Рязанской губернии.
В 1929 году Аксёновский с/с был отнесён к Луховицкому району Коломенского округа Московской области.
8 января 1931 года Луховицкий и Белоомутский районы объединились в Горкинский район, куда вошёл и Аксёновский с/с.
11 мая 1931 года Горкинский район был переименован в Луховицкий район.
22 июня 1954 года из Двуглинковского с/с в Аксёновский было передано селение Чуприково.
31 июля 1959 года из Двуглинковского с/с в Аксёновский было передано селение Ивачево, а из Луховицкого с/с — селение Подлесная Слобода.
1 февраля 1963 года Луховицкий район был упразднён и Аксёновский с/с вошёл в Коломенский сельский район. 11 января 1965 года Аксёновский с/с был возвращён в восстановленный Луховицкий район.
3 февраля 1994 года Аксёновский с/с был преобразован в Аксёновский сельский округ.
В ходе муниципальной реформы 2004—2005 годов Аксёновский сельский округ прекратил своё существование как муниципальная единица. При этом его селения были переданы в сельское поселение Головачёвское.
29 ноября 2006 года Аксёновский сельский округ исключён из учётных данных административно-территориальных и территориальных единиц Московской области.